# カプラン水車

立軸カプラン水車発電機（イメージ）

カプラン水車（カプランすいしゃ、英語: Kaplan turbine）は、プロペラ状の羽根車（ランナ）を持つプロペラ水車のうち、羽根の角度を調整できるものをいう。1913年、オーストリアの大学教授、ヴィクトル・カプラン（1876年11月27日 – 1934年8月23日）によって発明された。
カプラン水車は、発電用水車の進化から見ればフランシス水車を低落差に対応できるようにした型であるといえる。フランシス水車では不可能であった有効落差の低い発電所においても効率的な発電を可能とした。
現在、世界中の至る所の低落差・大流量の水力発電所で広く用いられている。

## 歴史

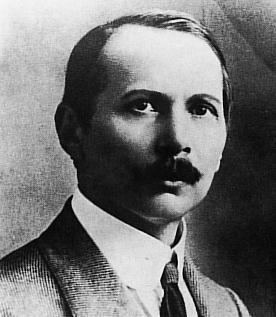
カプラン

1912年、ヴィクトル・カプランは羽根の角度を調整できるプロペラ水車に関する特許を取得した。しかし、商業的成功を収めるだけの設備が開発されるまでにはもう10年間を要した。彼は1922年、健康上の理由により研究活動を終えるまで、水車に発生するキャビテーション問題と闘い続けた。
1919年、彼はチェコのポジェブラディ市において実演用にとカプラン水車を設置。1922年、ドイツのフォイト (Voith) 社が 1,100 英馬力（約 800 キロワット）のカプラン水車を採用し設置。1925年、スウェーデンのリッラ・エーデット市で8,000キロワットの水車の運用を開始。これにより商業的成功を収めたカプラン水車は広く採用されることになった。

## 理論

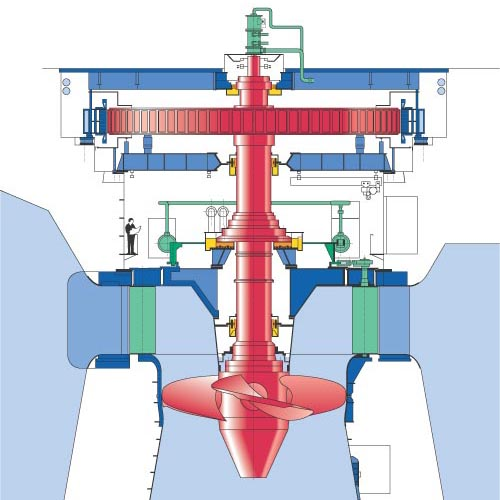
立軸カプラン水車
（フォイト・シーメンス社）

カプラン水車は、内側に向かって流れる水を作用させる反動水車である。すなわち、流水の運動エネルギーが水車を回転させる圧力エネルギーへと変化する。カプラン水車は、放射状・軸状それぞれの特徴を兼ね備えた設計をしている。
水車入口周囲に巻き付いている渦巻状の水管がケーシング（渦形室）である。ケーシングからランナの接線方向より流入し渦を作った水は、プロペラ状のランナを回転させる要因となる。

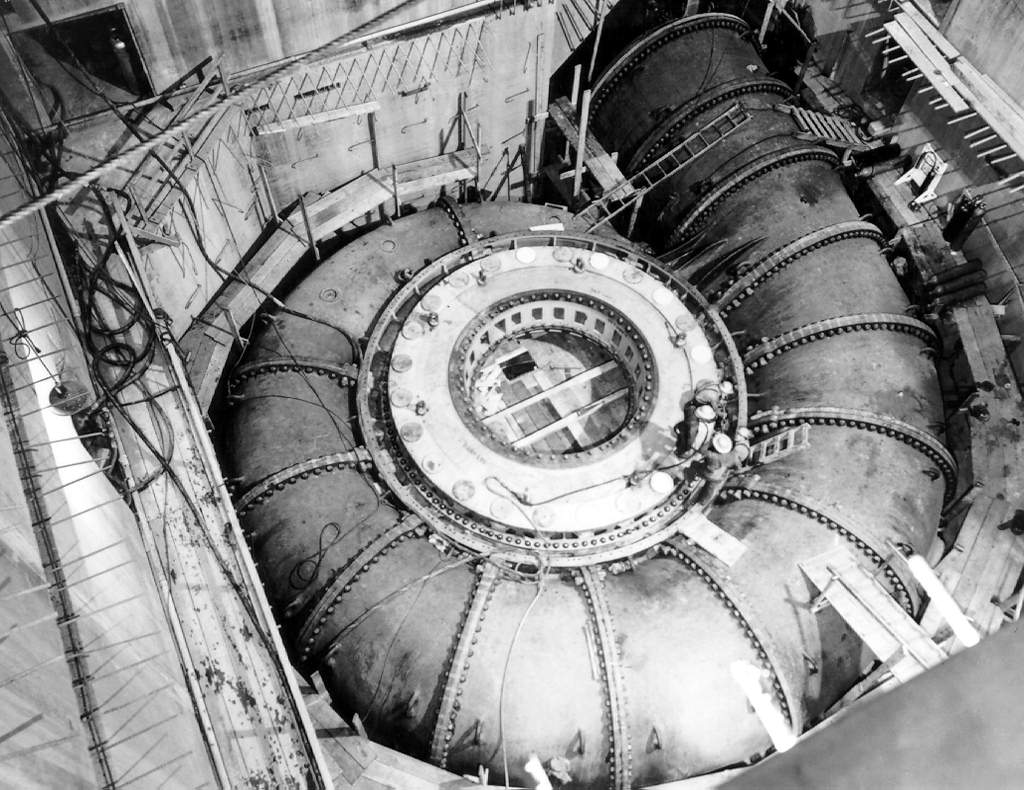
ケーシング（写真はフランシス水車用）

水車出口は、水を減速させ運動エネルギーを回復させることを特に考慮して形成された吸出管（すいだしかん、ドラフト）が接続されている。
吸出管が水で満たされている限り、水車は水流の最低点にある必要はない。ただし、水車の位置が高いほど吸出管から羽根にかかる吸引力は増す。その結果として低下する圧力により、キャビテーション発生のおそれがある。
ガイドベーン（案内羽根）と水車羽根の形状を変化させられるため、効率的な運転が可能となる。カプラン水車の効率はおおむね 90 パーセント以上であるが、特に低水頭用のものではこの値を下回る。
現在、数値流体力学などを駆使した研究によって運転効率の改善、ならびに水車を通過する魚など水生生物の生存率を上げる試みがなされている。
水車の羽根は高油圧ベアリングで回転させられるので、カプラン水車の設計においては如何に油を封止し水路への放出を防ぐかが鍵となる。油が河川に流出すると、資源の浪費なだけでなく環境的な問題が発生する。

## 各部名称
| - 1a - ランナコーン - 1f - ランナベーン - 3 - ガイドベーン軸受 - 4 - ケーシング - 5 - ステーベーン - 6 - ガイドベーン - 7 - 吸出し管 - 8 - ディスチャージリング | - 9 - 主軸 - 10 - 主軸受 - 11 - ガイドベーン用サーボモータ - 13 - ガイドリング - 14・15 - ガイドベーンアーム - 17 - 上カバー - 18 - ランナベーン用サーボモータ |

## 適用
カプラン水車は、世界中至る所の水力発電所で広く採用されている。カプラン水車は有効落差が小さく、特に使用水量の大きな発電所に適している。
わずか 60 センチメートルの落差でも利用できる、小型化された廉価な製品が製造されている。
大型のカプラン水車は可能な限り高い効率点（おおむね 90 パーセント以上）で運用するため、おのおのの水力発電所ごとに設計される。これらは設計・製造・導入のためのコストが高いものであるが、設置後数十年間にわたって運転することができる。
カプラン水車はある程度の有効落差を超えた高さに適用しようとすると、羽根の角度を調整するための機構を収めたランナの先端部分が大型化せざるを得なくなる。結果として水の抵抗を強く受けるようになりエネルギーの損失につながるため、代わりに可動羽根斜流水車（デリア水車）が導入される場合がある。

## 種類
プロペラ水車のうち、カプラン水車は最も広く採用されているものである。カプラン水車にはいくつかの種類がある。
プロペラ水車
角度を調節することができないプロペラ状の羽根を持つ水車である。低コストで小規模な発電所で採用されており、1メートル程度の落差から数百ワットの電力を発生させる。
バルブ水車 ならびに チューブラ水車
水管向けに設計されるカプラン水車である。水車ランナ、発電機、ガイドベーンを収めた球形の空間（ハウジング）が水管の中心に設置されている。放射状のガイドベーンを持つカプラン水車に対し、バルブおよびチューブラ水車のそれは完全に軸状の設計である。
ピット水車
ギアボックス付きのチューブラ水車である。これは、より小規模な水管と発電機に適用される。
Straflo 水車
水車ランナと直結させた中空筒状の発電機を水路の周上に設けたもの。水路の外部に発電機がある形状のため、水路内に発電機を収める球形のハウジングを設ける必要がなくなる利点があり水車の大断面化が図れる。
タイソン水車
流れの速い河川に没しているようになっているプロペラ水車である。河床に根差しされているか、ボートなどに取り付けられる。